# Fulwood, Lancashire
Fulwood är en ort och en unparished area i distriktet Preston i grevskapet Lancashire i England. Orten är belägen 30 km från Lancaster. Orten hade 35 917 invånare år 2019. Unparished area har 33 171 invånare år 2001. Fram till 1974 var det ett separat distrikt.